# La Revue agricole de l'Aube
La Revue agricole de l'Aube est un hebdomadaire agricole et rural. Le journal retrace chaque semaine l'actualité agricole (grandes cultures, machinisme, élevage, etc.), viti-vinicole et rurale du département de l'Aube. Son siège social est implanté à Troyes.

## Historique
La Revue agricole - alors du comice départemental de l'Aube - est parue pour la première fois le vendredi 10 janvier 1902. Il faudra attendre 1928 pour qu'elle devienne La Revue agricole de l'Aube, nom encore utilisé aujourd'hui.
Le journal est adhérent au Syndicat national de la presse agricole et rurale.

## Maquette
Le premier numéro de La Revue agricole de l'Aube paraît donc le 10 janvier 1902.
Au fil des années, divers changements ont été opérés. La maquette du journal sera changée le 6 juin 1974, puis le 11 juillet 1985, avant l'adhésion au groupe de presse Réussir en 1987.
En 1987, la photocomposition remplace le plomb ; le journal monte alors peu à peu en puissance dans la couleur.

## Contenus spécifiques
De 1903 à 1905, le journal a diffusé une chronique baptisée Monographie des cépages de l'Aube, écrite par Jean Guicherd, agronome et professeur départemental d'agriculture. Un livre fut par la suite édité en 1905. En 2019, une association auboise a choisi de le rééditer.